# マクドナルド恒等式
数学において，マクドナルド恒等式（英: Macdonald identities）は，アフィンルート系に付随したある無限積の等式であり，Ian Macdonald (1972) によって導入された．特別な場合としてヤコビの三重積等式やワトソンの五重積等式，Dyson (1972) によって発見されたいくつかの等式や Winquist (1969) によって発見された10重積等式を含んでいる．
Kac (1974) と Moody (1975) はマクドナルド恒等式がアフィンカッツ・ムーディ代数や超代数のワイルの分母公式の類似物であることを指摘した．